# Diphucephala parvula
Diphucephala parvula är en skalbaggsart som beskrevs av Waterhouse 1837. Diphucephala parvula ingår i släktet Diphucephala och familjen Melolonthidae. Inga underarter finns listade i Catalogue of Life.